# San José de los Ríos
Villa San José o San José de los Ríos es una localidad argentina ubicada en el departamento Punilla de la provincia de Córdoba. Se encuentra sobre la ruta provincial 269, 10 km al sudoeste de Cosquín.
Su templo católico es Monumento Histórico Nacional, su construcción se remonta a 1730, y parte de la misma fue adorada por manos indígenas. Cuenta también con varios objetos religiosos de singular valor. El nombre de San José de los Ríos hace referencia a dos arroyos que confluyen en el lugar, el río Negro y el río Yuspe.

## Población
Cuenta con 7 habitantes (Indec, 2010). La baja población se debe a que al tratarse una villa turística, solo incrementa su población los fines de semana y en la época del verano.
| Gráfica de evolución demográfica de San José de los Ríos entre 1991 y 2010 |
|                                                                            |
| Fuente: Censos nacionales del INDEC                                        |